# الانتخابات في التشيك

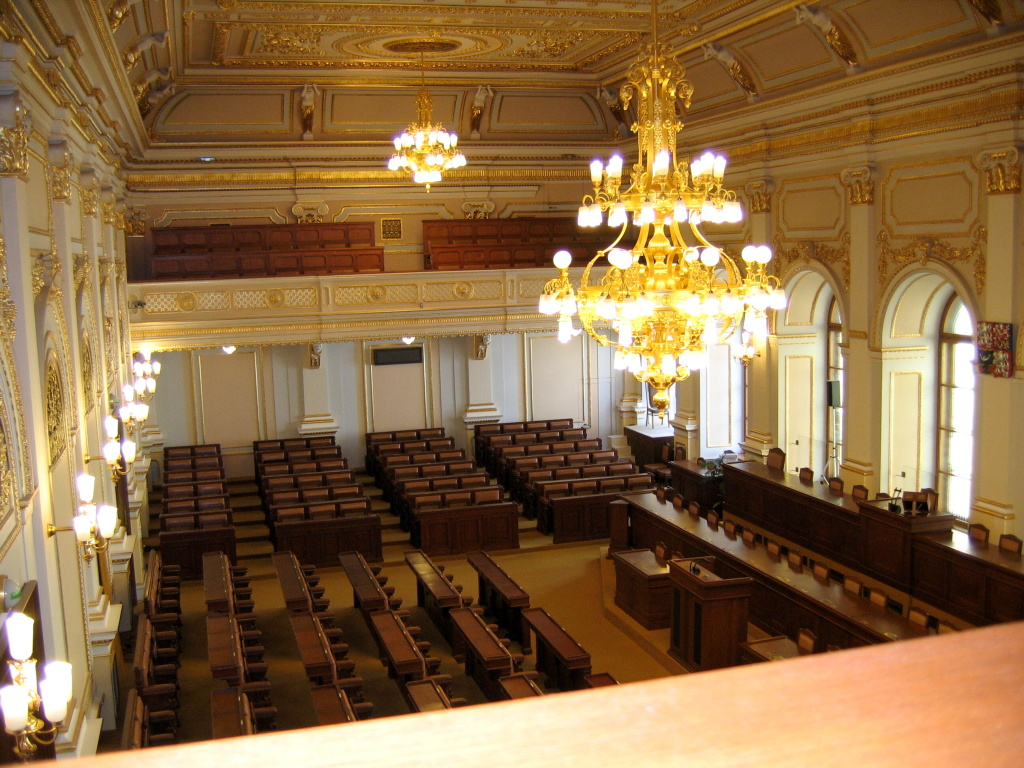

الانتخابات في جمهورية التشيك يعطي معلومات عن نتائج الانتخابات والانتخابات في جمهورية التشيك.
جمهورية التشيك تنتخب على الصعيد الوطني هيئة تشريعية. البرلمان (Parlament سيسك Republiky لل) واثنين من الدوائر. مجلس النواب (Poslanecká sněmovna) لديها 200 عضوا ينتخبون لمدة أربع سنوات على أساس التمثيل النسبي مع عتبة الانتخابات 5٪. مجلس الشيوخ (محطة التلفزيونية) لديها 81 عضوا، في الدوائر الانتخابية ذات المقعد الواحد بالانتخاب الجريان السطحي من جولتين لمدة ست سنوات، مع ثلث تجدد كل عام حتى في الخريف. انتخب بطريقة غير مباشرة رئيس الجمهورية التشيكية لمدة خمس سنوات حتى عام 2012؛ بدءا من عام 2013 سوف الانتخابات، تجرى انتخابات مباشرة مع جولات الإعادة [1].
هناك انتخابات البلدية كل أربع سنوات منذ عام 1990 والانتخابات الإقليمية كل أربع سنوات بدءا من عام 2000؛ في الخريف.
جمهورية التشيك لديها نظام متعدد الأحزاب، مع اثنين أو ثلاثة أحزاب قوية وطرف آخر أو ائتلاف أن نجاح انتخابيا.

## الانتخابات الأوروبية
- 2004 انتخابات البرلمان الأوروبي
- 2009 انتخابات البرلمان الأوروبي

## وصلات خارجية
- Official election website
- Adam Carr's Election Archive
- NSD: European Election Database - Czech Republic publishes regional level election data; allows for comparisons of election results, 1990-2010